# Завади (Серпецький повіт)
Завади (пол. Zawady) — село в Польщі, у гміні Щутово Серпецького повіту Мазовецького воєводства.
У 1975-1998 роках село належало до Плоцького воєводства.